# Anna Starmach
Anna Starmach-Kusek (ur. 15 maja 1987 w Krakowie) – polska kucharka, autorka książek kucharskich i portalu kulinarnego.

## Wczesne lata
Jest córką Teresy i Andrzeja Starmachów, krakowskich historyków i kolekcjonerów sztuki, właścicieli Galerii Starmach.
Studiowała historię sztuki na Uniwersytecie Jagiellońskim. Ukończyła z wyróżnieniem roczny kurs w paryskiej szkole kucharskiej Le Cordon Bleu.

## Kariera
Odbyła staże w renomowanych restauracjach, m.in. we francuskiej Lameloise, posiadającej trzy gwiazdki w przewodniku Michelin, krakowskich Ancorze oraz restauracji w Hotelu Starym.
W 2010 była ambasadorką firmy Kamis oraz zwyciężyła w konkursie „Gotuj o wszystko” zorganizowanym przez redakcję Dzień dobry TVN. Prowadziła autorski program Pyszne 25 w TVN Style, a na podstawie tej serii powstały książki: Pyszne 25, Pyszne. Nowa porcja przepisów i Pyszne na każdą okazję. Prowadziła także audycję  Zdrowego dnia! w RMF Classic. Rozpoznawalność zdobyła jako jurorka polskich edycji programów MasterChef i MasterChef Junior.
W 2016 na Wielkiej Gali Gwiazd Plejady odebrała nagrodę za metamorfozę roku.

## Życie prywatne
2 września 2017 poślubiła Piotra Kuska, z którym ma córkę Jagnę (ur. 2018) i syna Gustawa (ur. 2021).

## Publikacje
- Pyszne 25 (Znak Literanova 2013).
- Pyszne 25. Nowa porcja przepisów (2014)
- Pyszne na każdą okazję (2014)
- Lekkość (2015)
- Pyszne na słodko (2015)
- Pyszności (2016)
- Pyszne obiady (2017)